# 베를린 장식미술관
베를린 장식미술관(독일어: Kunstgewerbemuseum Berlin)은 독일 베를린에 있는 장식미술관이다.